# 南海丸遭難事故
南海丸遭難事故（なんかいまるそうなんじこ）は、1958年（昭和33年）1月26日に兵庫県三原郡南淡町（現・南あわじ市）の沼島西方において発生した海難事故。海難審判での事故名は「機船南海丸遭難事件」である。生存者が1人もおらず、事故の詳細は不明となっている。

## 事故の概要
1958年1月26日の17時30分頃、阿連絡航路の南海汽船（後の南海フェリー）所属の旅客船「南海丸」は、和歌山港（和歌山県和歌山市）へ向けて、小松島港（徳島県小松島市）を出航した。
当日の気象状況は低気圧が日本海を通過する見込みであるとして、和歌山地方気象台が16時に、徳島地方気象台が17時に強風注意報を出しており、小松島港に入港中の同船も情報を入手していた。
しかし、南海丸は、同日18時28分頃に沼島の西方付近で無線電話で危険を知らせる連絡を最後に消息を絶った。海難審判の調査では、紀伊水道周辺の陸上及び航行中の船舶の気象観測資料を総合すると、当該海域では平均風速17mないし20m、平均波高4mないし5m程度と推定されるとしつつ、「本船が遭難時にどのような状態の風及び波に遭遇したものかわからない。」としている。
海上の模様を問い合わせるため南海丸を呼び出そうとしていた小松島港営業所長は、遭難信号を受けて和歌山の本社及び営業所に連絡するとともに関係機関に救助を依頼した。
捜索の結果、翌々日の1月28日16時頃、沼島の南西端から2.4海里の水深約40mのところに左舷に傾斜して沈没している船体が発見された。この遭難により旅客139名および乗組員28名の167人全員が死亡もしくは行方不明という大惨事となった（死者は船内から86人、船外から72人が収容された）。その後、3月9日に船体の浮揚作業が行われ、小松島横須沖に引きつけ後、3月24日に尾道に曳航された。
海難審判の裁決文によれば「本船の船体、機関又は操舵機等に事故を生じて遭難したものでないことは、遭難後の本船の状態から認め得る」としている。一方、気象状況についても「注意報の内容が前記のごとく日本海の低気圧によるものであり、新しく発生した低気圧の暖域内の南風が強吹するという状況は知るよしもない」としている。そして「船長が当時発生した危険な風波をどのように認知し、対処したかは明らかにすることができない。」として発生原因は明らかでないとされた。

## 南海丸の概要
南海汽船の南海丸は、1956年（昭和31年）4月に竣工した新しい船舶であった。総トン数494トン、最大とう載人員は472名。事故後は引き揚げられて「なると丸」に改称後、1964年（昭和39年）にフェリーに置き換えられるまで使用された。同年に宇和島運輸に売却されて「わかくさ丸」となり、1973年（昭和48年）まで使用された。
なお、宇高航路に就航していた同名の船「南海丸」とは別の船である。